# ジョン・ペン
ジョン・ペン（英:John Penn、1741年5月17日-1788年9月14日）は、現在のアメリカ合衆国ノースカロライナの代表としてアメリカ独立宣言と連合規約に署名した者の一人である。ペンはペンシルベニアの創設者ウィリアム・ペンの遠い親戚である。

## 生涯
ペンはバージニア、キャロライン郡にあるポートロイヤル近くで、モーゼス・ペンとキャサリン・テイラー夫妻の息子として生まれ、家庭内で教育を受けたので、公式の教育はほんの数年間受けただけだった。18歳のときに父親が死に、親戚のエドモンド・ペンドルトンと共に法律を独学した。1762年にバージニアで弁護士となり、1774年にノースカロライナ、グランビル郡のウィリアムズボロに転居し、ここでも法律実務を行った（ウィリアムズボロは南北戦争後にグランビル郡から分かれて、現在バンス郡の一部である）。
1763年7月28日、スザンナ・ラインと結婚した。夫妻には3人の子供が生まれた。長男のウィリアムは結婚しなかった。長女のルーシーは、エドモンド・ペンドルトンから法律の鍛錬を受けた父のいない係累であるカロラインのジョン・テイラーと結婚した。
ペンはノースカロライナ植民地議会議員に選ばれ、この議会によって1775年から1780年まで大陸会議代表に選ばれ、この時にアメリカ独立宣言に署名した。また1780年まで戦争委員会で務め、その後引退して法律実務に戻った。1777年、連合規約に署名したノースカロライナの者の一人となった。1784年にはノースカロライナの徴税吏となった。1788年に死んだとき、グランビル郡のアイランドクリーク近くの地所に葬られたが、後の1894年に、代議員仲間であったウィリアム・フーパーと共にギルフォード・コートハウス国立軍事公園に移葬された。
アメリカ海軍の艦船USSジョン・ペンは彼に因んで名付けられた
。